# Aelita (observatorio espacial)
Aelita (Аэлита en alfabeto cirílico) fue el nombre de un observatorio espacial infrarrojo soviético que nunca llegó a volar.
El diseño básico fue concebido en 1965 y derivaba del de la cápsula Soyuz tripulada: habría utilizado el mismo sistema de propulsión, pero los módulos orbitales y de descenso habrían sido sustituidos por los instrumentos científicos. Aelita habría formado parte de una estación espacial: habría sido lanzado para volar en formación, sin acoplarse, con una estación tripulada. A principios de los años 1970 se concibió una estación tripulada lanzada por un cohete N-1, rodeada de módulos en vuelo independiente con diversas funciones, como la de servir de laboratorios u observatorios. Aelita habría formado parte de esta población de módulos flotantes.
La instrumentación comenzó a diseñarse en 1972, pero ese mismo año el cohete N-1, y la estación que habría puesto en órbita, fueron cancelados.
En febrero de 1976 el programa espacial soviético fue totalmente replanteado, y se volvió a la idea del módulo en vuelo libre junto con una estación que eventualmente sería la predecesora de la Mir. En 1978 el diseño de Aelita estaba finalizado y su construcción fue autorizada, junto con el de la Mir, el 16 de febrero de 1979. Aelita habría sido visitado por cosmonautas para la sustitución de las cintas de datos y para la sustitución de instrumentos o su reparación. Finalmente, tras varios retrasos, el proyecto fue cancelado en 1982.